# Initiative For Open Authentication
Die Initiative for Open Authentication (OATH [oʊθ]) ist eine branchenübergreifende Initiative zur Entwicklung einer offenen Referenzarchitektur unter Verwendung von Offenen Standards zur Förderung der Annahme von sicheren Authentifizierungsoptionen. Die Initiative hat nahezu dreißig koordinierende und beitragende Mitglieder und schlägt Standards für eine Vielzahl von Authentifizierungstechnologien vor, mit dem Ziel, die Kosten zu senken und ihre Nutzung zu vereinfachen.
Wie die FIDO-Allianz arbeitet auch OATH an einer Zwei-Faktor-Authentifizierung ähnlich dem U2F.
„OATH“ hat nichts zu tun mit „OAuth“, einem offenen Standard für sichere API-Autorisierung.

## Verfahren
Folgende beispielhaft erwähnte Verfahren sind im Rahmen der Initiative for Open Authentication voran getrieben worden und in Request for Comments (RFC) veröffentlicht worden:
- HMAC-based one-time password (HOTP)[2]
- Time-based one-time password (TOTP)[3]
- OATH Challenge-Response-Algorithmus (OCRA)[4]
- Wesentliche Mitwirkung in Portable Symmetric Key Container (PSKC)[5]